# Kōjin Karatani

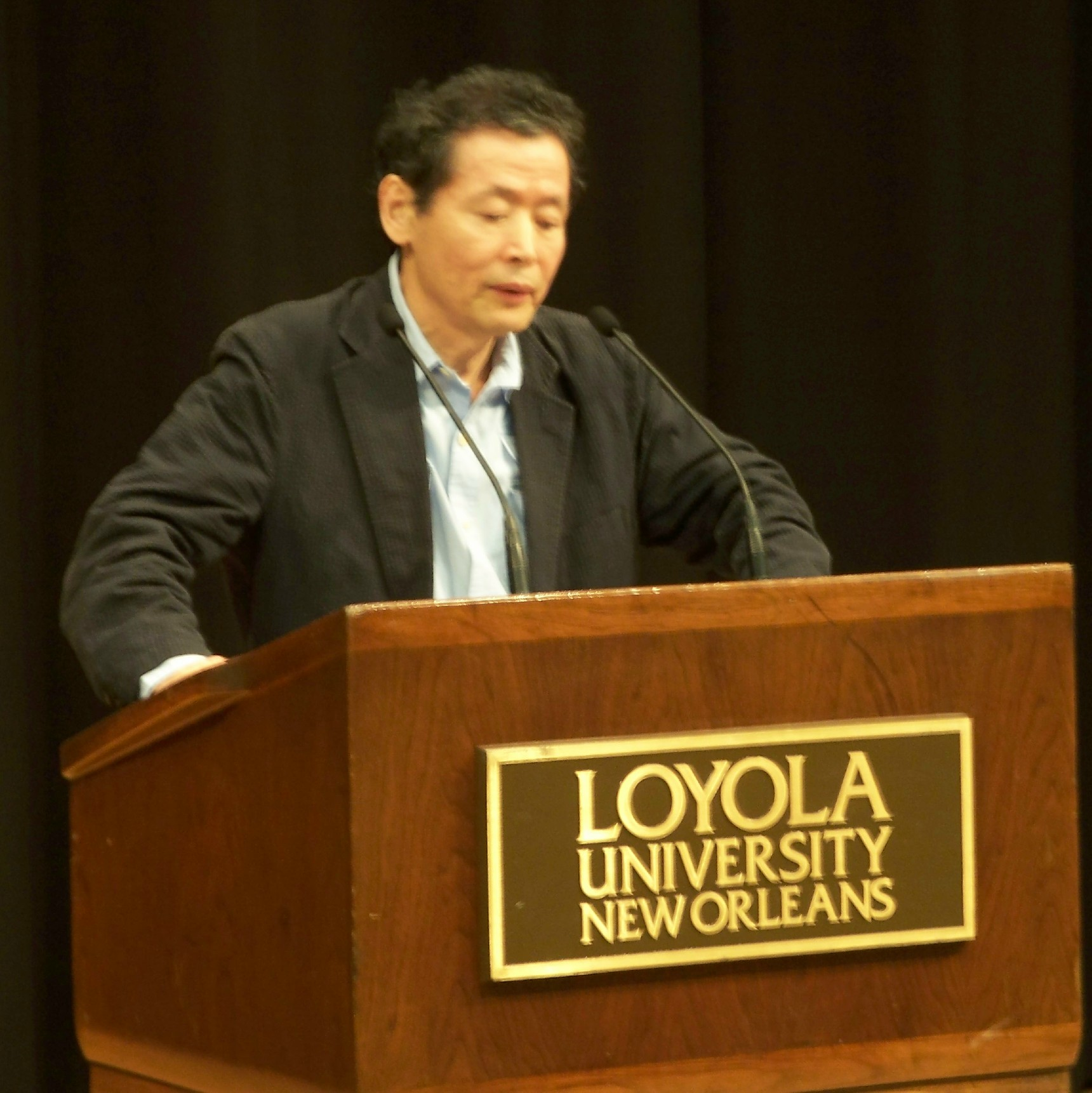
Kōjin Karatani hält eine Vorlesung an der Loyola Universität

Kōjin Karatani (japanisch 柄谷 行人, Karatani Kōjin, eigentlich Karatani Yohio (柄谷 善男); * 16. August 1941 in Amagasaki) ist ein japanischer Philosoph und Literaturwissenschaftler.
Karatani studierte an der Universität Tokio Ökonomie und englische Literatur. Er unterrichtete dann an der Hōsei-Universität in Tokio und arbeitete als Literaturkritiker. Für einen Essay über Natsume Sōseki mit dem Titel „Ishiki to shizen: Sōseki shiron“ (<意識>と<自然>―漱石試論), etwa „"Bewußtsein" und "Natur" – Essays zu Sōseki“ erhielt er 1969 den Gunzō-Nachwuchspreis. 1975 erhielt er eine Gastprofessur an der Yale University, wo er u. a. mit Paul de Man und Fredric Jameson zusammentraf. Seit 1990 hatte er eine Professur an der Columbia University inne. 1994 ging er zurück nach Japan und wurde a. o. Professor an der Kinki-Universität, 2002 dann Professor und Gastprofessor an der UCLA.
1980 veröffentlichte er in englischer Sprache Origins of Modern Japanese Literature (deutschsprachiger Titel: Ursprünge der modernen japanischen Literatur). Mit Schriften wie Architecture as Metaphor: language, number, money und Transcritique: on Kant and Marx wandte er sich dann mehr literaturtheoretischen Fragen zu. Mit Akira Asada gab er bis 2002 das Vierteljahres-Magazin Critical Space heraus. 
Seit der Jahrtausendwende engagiert sich Karatani vermehrt für die Abkehr von Kapitalismus und Nationalstaat und vertritt dezentrale und auf lokalen Tauschkreisen basierende Wirtschaftskonzepte. Seine Konzepte wurden unter anderen durch Slavoj Žižek aufgegriffen. 
2022 erhielt er den mit 1 Million US-Dollar dotierten Berggruen-Preis für Kultur und Philosophie. 

## Werke (Auswahl)
- Marx. Towards the Centre of Possibility. Verso Books, London 2020, ISBN 978-1-78873-05-87.
- Insonomia and the Origins of Philosophy. Duke University Press, Durham, NC 2017, ISBN 978-0-8223-6913-4.
- The Structure of World History. From Modes of Production to Modes of Exchange. Duke University Press, Durham, NC 2014, ISBN 978-0-8223-5676-9.
- Ursprünge der modernen japanischen Literatur. Klostermann Verlag, Frankfurt am Main 1996, ISBN 978-3-465-04462-8.
- Architecture as Metaphor. Language, Number, Money. MIT Press, Cambridge, MA 1995, ISBN 978-0-26261-11-38.

## Weblink
- Kojin Karatani - Official Web Site

| Personendaten    | Personendaten                                      |
| ---------------- | -------------------------------------------------- |
| NAME             | Karatani, Kōjin                                    |
| ALTERNATIVNAMEN  | 柄谷 行人 (japanisch)                              |
| KURZBESCHREIBUNG | japanischer Literaturwissenschaftler und Philosoph |
| GEBURTSDATUM     | 16. August 1941                                    |
| GEBURTSORT       | Amagasaki                                          |